# Градениго, Алуисия
Алуи́сия Градени́го (итал. Aluycia Gradenigo; ум. 1385/1387) — венецианская аристократка, догаресса Венеции, супруга дожа Марино Фальера.

## Биография
Алуисия происходила из аристократического рода Градениго, она была дочерью Николо Градениго и Фьордилизе, женщины неизвестного происхождения. В юном возрасте она вышла замуж за дожа Марино Фальера, который был намного лет её старше. В качестве приданого она принесла своему супругу 4000 лир.
В источниках упоминается, что Алуисия славилась красотой и имела много поклонников, что вызывало ревность её супруга. Упоминается, что один из её поклонников Микеле Стено оставил на троне дожа надпись: Марин Фальеро жену-красавицу Содержит, а другие тешатся. Фальер пытался устроить заговор с целью захвата власти и последующего единоличного правления. Попытка переворота провалилась, Фальер и его сподвижники были арестованы и казнены.
Став молодой вдовой, Алуисия укрылась в монастыре Сан-Лоренцо, а затем переехала в Верону, где прожила последующие годы. Вернувшись в Венецию, скончалась в собственном доме примерно в 1387 году или ранее.